# Eberhard-Joachim von Westarp
Eberhard-Joachim Friedrich Adolf Viktor Graf von Westarp (* 24. Oktober 1884 in Cottbus; † 7. Juli 1945 in Weesow) war ein deutscher Schriftsteller.

## Leben

### Herkunft und Familie
Er entstammte dem Adelsgeschlecht Westarp, einer morganatischen Linie der Askanier. Cousins zweiten Grades waren der Marineoffizier und Industrielle Theodor von Westarp sowie der Politiker Wolf von Westarp und eine Cousine dritten Grades das Mordopfer Haila von Westarp, ein Mitglied der Thule-Gesellschaft.
Eberhard-Joachim von Westarp war der Sohn des preußischen Generalleutnants Adolf von Westarp und dessen Ehefrau Eugenie, geb. Schneider. Er heiratete 1921 Asta, geb. von Beseler (* 12. September 1897 in Charlottenburg; gestorben 25. November 1980 in Göttingen), Tochter des preußischen Generalobersts Hans von Beseler (* 27. April 1850 in Greifswald; † 20. Dezember 1921 in Neubabelsberg). Der Politiker Kuno Graf Westarp war sein Onkel.

### Karriere
Westarp trat früh in die preußische Armee ein und erreichte am 22. Juni 1911 den Rang eines Leutnants im 1. Garde-Feldartillerie-Regiment. Danach war er einige Jahre an die Kriegsakademie kommandiert und wurde so am 19. Juni 1912 zum Oberleutnant unter gleichzeitiger Berufung zum Großen Generalstab befördert. Nach Ausbruch des Ersten Weltkrieges diente er bis zum Ende des Krieges weiterhin im Generalstab. Er schied mit dem Rang eines Majors aus der Reichswehr aus und wirkte nun als Kaufmann in Berlin. Im Zuge der Aufrüstung der Wehrmacht wurde er bis 1935 im Range eines Majors reaktiviert.
Nach Ausbruch des Zweiten Weltkrieges wirkte er im Oberkommando der Heeres. Bis 1940 wurde er mittlerweile zum Oberstleutnant befördert. Zeitweilig wirkte er im Heereswaffenamt, erreichte noch bis Ende des Krieges den Rang eines Obersten und geriet in sowjetische Kriegsgefangenschaft. Nach kurzer Haft starb er im Speziallager Nr. 7 in Weesow.

## Werke
- Unter Halbmond und Sonne. H. Paetel, 1913
- Serbien, I, Land und Leute. II, Der Krieg 1915/1916. Verlag Kameradschaft, 1916
- Die allgemeine Wehrpflicht. Walberg, 1935 (Mit Hans von Beseler)
- Oertzenscher Taschenkalender für die Offiziere des Heeres. 1942
- Westarpscher Taschenkalender für die Luftwaffe : sowie für Luftschutz, Luftverkehr und Luftsport. Waberg, 1943